# Liste von Trackern
Übersichtsliste über aktuelle und historische Multispur-Sequenzer des Types Tracker, welche verwendet werden um Musik in Trackermodulformaten zu erstellen. Sortiert nach der unterstützten Plattform.

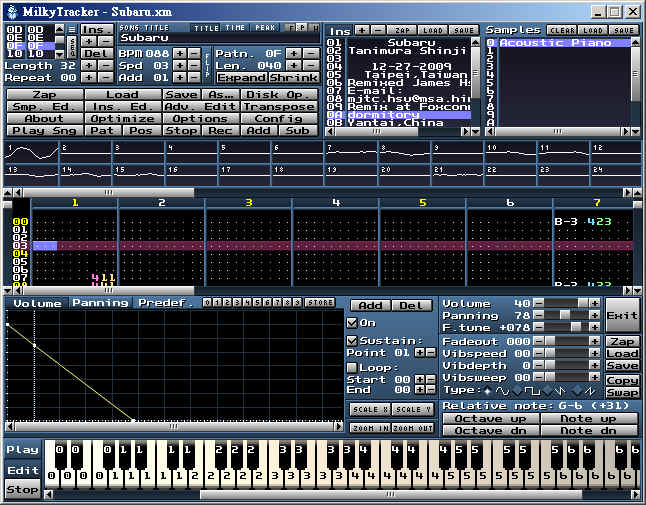
Milky Tracker, Instrumenten-Seite

## Windows, OS X, Linux
| Name                 | Aktuelle Version | Datum der aktuellen Version | Lizenz      | Windows- Port | OS-X- Port | Linux- Port | MID    | MOD    | XM     | IT     | S3M    | MPTM   | XRNS | Wave export          | VST  | ASIO- Ausgabe |
| -------------------- | ---------------- | --------------------------- | ----------- | ------------- | ---------- | ----------- | ------ | ------ | ------ | ------ | ------ | ------ | ---- | -------------------- | ---- | ------------- |
| Renoise              | 3.4.4            | 2024-05                     | Kommerziell | Ja            | Ja         | Ja          | Import | Import | Import | Import | Import | Import | Ja   | Ja                   | Ja   | Ja            |
| Open ModPlug Tracker | 1.31.15.00       | 2025-03                     | BSD         | Ja            | Nein       | Nein        | Ja     | Ja     | Ja     | Ja     | Ja     | Ja     | Nein | Ja                   | Ja   | Ja            |
| SoundTracker         | 0.6.8            | 2006-02                     | GPL         | Nein          | Ja         | Ja          | Nein   | Ja     | Ja     | Nein   | Nein   | Nein   | Nein | Ja                   | Nein | Nein          |
| MilkyTracker         | 1.04             | 2023-07-05                  | GPL         | Ja            | Ja         | Ja          | Nein   | Ja     | Ja     | Import | Import | Nein   | Nein | Ja                   | Nein | Ja            |
| ChibiTracker         | 1.2              | 2008-03                     | GPL         | Ja            | Ja         | Ja          | Nein   | Import | Ja     | Ja     | Import | Nein   | Nein | Ja                   | Nein | Nein          |
| SunVox               | 2.1.2            | 2024-10-15                  | Freeware    | Ja            | Ja         | Ja          | Ja     | Import | Import | Nein   | Nein   | Nein   | Nein | Ja                   | Nein | Nein          |
| Psycle               | 1.10.1 (stable)  | 2012-04                     | GPL         | Ja            | Nein       | Nein        | Nein   | Import | Ja     | Import | Import | Nein   | Nein | Ja                   | Ja   | Ja            |
| Jeskola Buzz         | 1503 (beta)      | 2016-01-16                  | Freeware    | Ja (.NET)     | Nein       | Nein        | Import | Import | Import | Import | Import | Nein   | Nein | Ja                   | Ja   | Ja            |
| Schism Tracker       | build 20241021   | 2024-10-21                  | GPL         | Ja            | Ja         | Ja          | Import | Import | Import | Ja     | Ja     | Nein   | Nein | Ja                   | Nein | Nein          |
| MadTracker           | 2.6.1            | 2006-01-05                  | Shareware   | Ja            | Nein       | Nein        | Ja     | Import | Ja     | Import | Import | Nein   | Nein | Ja (kostenpflichtig) | Ja   | Ja            |

## MS-DOS

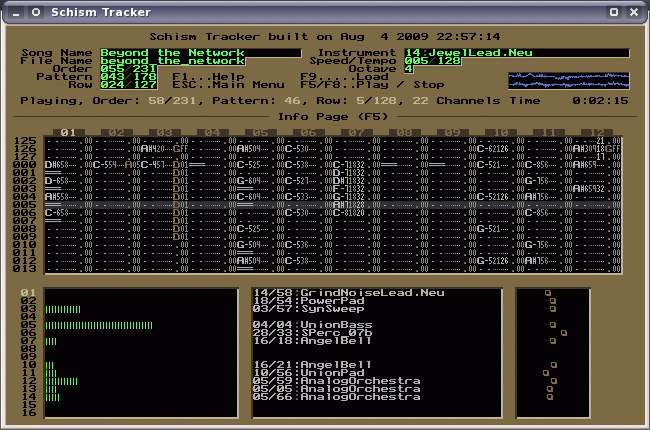
Schism Tracker, ein klassischer Tracker mit (fast) ausschließlich aus ASCII-Zeichen generiertem Interface wie in den 1980er und 1990er Jahren für Tracker üblich

Scream Tracker1990, Sami Tammilehto – einer der ersten MS-DOS-Tracker mit Unterstützung für Sound Samples.
X-Tracker1994, d-lusion – Nachfolger von Creator (1991), bis 32 Spuren, 255 Samples und 1024 Patterns sowie Import von u. a. S3M-Dateien (Scream Tracker 3) war möglich. Kommerzieller Vertrieb 1995.
FastTracker1994, Triton Demo-Crew – Tracker als auch das dazugehörige XM-Format waren sehr verbreitet Ende der 1990er, Vorbild für spätere Tracker.
Impulse Tracker1995, Jeffrey Lim – ein populärer Tracker, welcher 64 Kanäle und 2 MB große Samples unterstützte. Hat ein Scream-Tracker-3-artiges GUI und verwendet das IT-Trackerformat.

## Nintendo
Nanoloop1998, Oliver Wittchow – Nanoloop ist ein Soundeditor und Sequenzer für den Nintendo Game Boy. Eine iPhone- und iPod-Version wurde 2010 veröffentlicht, eine Android-Version 2011.
Little Sound DJ2000, Johan Kotlinski – Little Sound DJ ist ebenfalls ein Soundeditor und Sequenzer für verschiedene Varianten des Nintendo Game Boy.
NitroTracker2006, Tobias Weyland – NitroTracker ist ein GPL-lizenziertes Projekt für den Nintendo DS im FastTracker-II-Stil.

## ZX Spectrum
Soundtracker1990, Jaroslaw Byrczynski – Soundtracker für die drei Kanäle des General Instrument AY-3-8910 Audiochipsatzes auf dem 128-K-Modell des ZX Spectrum. Der Soundtracker wurde als gemeinfrei veröffentlicht.

## Amiga
ProtrackerLars Hamre, Anders Hamre, Sven Vahsen, Rune Johnsrud, 1990
OctaMEDTeijo Kinnunen, 1989
The Ultimate SoundtrackerKarsten Obarski, 1987
Digiboosterseit 1998 bis heute, Tomasz und Waldemar Piasta

## Cross-platform Tracker
MilkyTracker2008, pailes et al. – MilkyTracker lizenziert unter GPL, läuft auf Linux, FreeBSD, Windows, Windows CE, Mac OS X, AROS, AmigaOS 3.1 und Amiga OS 4.x Unterstützt .MOD- und .XM-module-Dateien und hat den Anspruch, Aussehen und Handhabung des FastTracker II als Tracker der zweiten Generation nachzubilden. Basiert auf dem Digitrakker .MDL Player, ist seit Mitte der 1990er in Entwicklung.
Schism Tracker2003, Mrs. Brisby, Storlek et al. – GPL-basierend, für Windows, Mac OS X, Linux, FreeBSD, Wii, Pandora (und weitere Plattformen mit GCC4- und SDL-Unterstützung). Basiert wie der OpenMPT auf der ModPlug Codebasis, jedoch mit dem Fokus auf Aussehen und Handhabung und technische Kompatibilität zum Impulse Tracker.
SunVox2011, Alex Zolotov – SunVox Freeware für Windows, Linux, Mac OS X, PalmOS und Windows Mobile; auch kommerziell verfügbar für den iPhone/iPod touch/iPad. Tracker der dritten Generation.
ChibiTracker2006, Juan Linietsky – ChibiTracker hat eine GNU-Open-Source-Lizenz und läuft unter FreeBSD, BeOS and Nintendo DS. Orientiert sich an Aussehen und Handhabung des Impulse Tracker.
LittleGPTracker2009 – LittleGPTracker zielt auf die Handheld-Konsole GP2X, läuft aber auch auf der PSP, Windows, Mac OS X und Linux.
Protrekkr2009 – der vormalige Noisetrekker von Juan Antonio Arguelles Rius ist ein Tracker, welcher einen Softwaresynthesizer mit einem üblichen Sampletracker verbindet. Noisetrekker diente auch als Codebasis von Renoise. Verfügbar für Windows, Linux, Amiga OS4, AROS und Mac OSX.
FamitrackerErmöglicht das Erstellen von Musik für das NES und den Export in das .NSF Format.
KlystrackErmöglicht das Erstellen von Chiptunes im C64/NES/Amiga-Stil auf modernen Computern.